# Eine fremde Tochter
Eine fremde Tochter ist ein deutsches Filmdrama aus dem Jahr 2019. Es hatte 2019 auf dem Filmfest Hamburg Premiere und wurde am 9. März 2022 erstmals im Mittwochabendprogramm des Ersten im Fernsehen ausgestrahlt.

## Handlung
Oliver lebt zusammen mit seinem Freund Felix in einer geräumigen Wohnung in Hamburg. Er war früher ein erfolgreicher Zehnkämpfer, war mit Carolin verheiratet, bis er sich nach seinem Coming-out vor einigen Jahren von ihr trennte. Zu seiner 15-jährigen Tochter Alma hat er nur wenig Kontakt, bis Carolin bei einem Verkehrsunfall tödlich verletzt wird. Almas in Hongkong wohnende Tante Franziska hätte es gern, dass Alma nicht zu ihren Großeltern, sondern zu Oliver zieht. Sie lässt sich überreden, doch das Zusammenleben birgt Probleme. Einerseits ist Alma noch voller Trauer, andererseits spielen Vorbehalte gegen Olivers Homosexualität eine Rolle, wobei sie es vor allem ihrem Vater übel zu nehmen scheint.
In der Schule lernt Alma Johannes kennen, der mit seinen Eltern bei den Zeugen Jehovas ist, wodurch die nach Orientierung suchende Teenagerin sich eingehender mit der Bibel beschäftigt. Oliver gefällt dies nicht, dies spricht er bei einem gemeinsamen Treffen auch provokativ an. Felix hingegen versucht, Verständnis für die beiden zu zeigen. Da Alma zu ihm einen guten Draht entwickelt und er Oliver für seine Verhaltensweisen kritisiert, kriselt es zunehmend in der Beziehung der zwei Männer. Über die Begeisterung zum Sport versucht Oliver die Beziehung zur Tochter zu verbessern. Er trainiert gemeinsam mit ihr und setzt sich nach Almas Wunsch auch für den Rauswurf ihres Trainers ein, der Beziehungen zu seinen Schützlingen hat. Während die Vater-Tochter-Beziehung auflebt, zieht Felix nach wiederholten Streitigkeiten mit Oliver schließlich aus.
Als Alma eines Tages Felix mit einem anderen Mann sieht, berichtet sie Oliver davon und wünscht sich von ihm zu ihrem Geburtstag, dass er sich nie wieder mit anderen Männern trifft. Er nimmt ihren Wunsch zur Kenntnis, ohne jedoch etwas zu versprechen. Abgesehen vom irritierenden Wunsch der Tochter hat Oliver noch andere Sorgen. Er lebt seit einiger Zeit mit starken Hüftschmerzen, die durch das Training mit Alma noch schlimmer wurden. Er hat dies schon längere Zeit mit Schmerzmitteln bekämpft und muss sich demnächst operieren lassen. Er zieht schließlich noch einmal um die Häuser und schleppt einen Mann mit sehr langen blonden Haaren ab. Als Alma am nächsten Morgen diesen, auf dem Bauch liegend und zugedeckt einer Frau gleichend, in Olivers Bett sieht, geht sie zufrieden in ihr Zimmer zurück.

## Produktion
Der Film wurde vom 7. Mai 2019 bis zum 6. Juni 2019 in Hamburg und Ratzeburg gedreht.
Obwohl der Film seine Uraufführung 2019 auf dem Filmfest Hamburg hatte, kam es erst zweieinhalb Jahre später, im März 2022, zur Fernsehpremiere. Daraus ergab sich für die mittlerweile 22-jährige Hannah Schiller eine merkwürdige Situation, da in der Öffentlichkeit bereits ihre preisgekrönte Darstellung in der Tatort-Folge Parasomnia (Erstausstrahlung: 15. Oktober 2020) als ihr Hauptrollen-Debüt gefeiert wurde.

## Rezeption

### Kritiken
Das Lexikon des internationalen Films gibt dem Film 2 von 5 Sternen. Es beschreibt den Film als ein „[k]ompliziert angelegtes Fernsehdrama, das sich um die Darstellung vielschichtiger, auch widersprüchlicher Gefühlslagen bemüht. Dabei sind die Situationen allerdings nur bedingt glaubhaft und auch schauspielerisch nicht überzeugend umgesetzt.“
Rainer Tittelbach gibt dem Film in seiner Besprechung bei tittelbach.tv insgesamt sehr gute 5,5 von 6 möglichen Sternen. Statt einer gewohnten Sympathie-Antipathie-Dramaturgie sezierten Regisseur Stefan Krohmer und Drehbuchautor Daniel Nocke analytisch die Befindlichkeiten ihrer Protagonisten, samt der kleinen Machtkämpfe und freigelegten Aggressionen. Dies bestärke das kluge Kommunikationskonzept und beschäftige den Zuschauer über das Ende des Films hinaus. Der Film löse bei Kritiker Tittelbach den Wunsch aus, sich mit anderen über den Film auszutauschen. Bei der Besetzung lobt Tittelbach insbesondere Hannah Schiller, die sowohl die emotionalen Nuancen als auch die stimmlichen Tonlagen der genervten 15-jährigen Alma perfekt treffe – auch abseits der Klischees solcher Rollen. Mark Waschke und Wanja Mues würden als Pärchen ein starkes Duo bilden.
Oliver Armknecht gibt dem Film in seiner Kritik auf film-rezensionen.de insgesamt 4 von 10 Punkten. Der Kritiker bemängelt, dass der zunächst interessant angelegte Film mit dem Thema des späten Coming-outs des Protagonisten schließlich durch die Anhäufung zusätzlicher Probleme und Themen in sich zusammenfalle. Die schauspielerischen Leistungen seien gut.

### Einschaltquoten
Die Erstausstrahlung von Eine fremde Tochter im Ersten am 9. März 2022 sahen in Deutschland 4,36 Millionen Zuschauer, was einem Marktanteil von 16,0 % entsprach.